# Ram Jam
Pour les articles homonymes, voir RAM.
Ram Jam est un groupe de hard rock américain, originaire de New York. Actif dans les années 1970 et très éphémère, il est pourtant célèbre pour sa version de Black Betty, rentrée au top 20 en 1977 et tirée à plus d'un million d'exemplaires.

## Histoire
Formé en 1976 à New York, le groupe est d'abord composé de William Bill Bartlett (guitare, chœurs et chant), Howey Arthur Blauvelt (basse), Pete Charles (batterie) et Myke Scavone (chant). Bill Bartlett était précédemment guitariste du groupe de bubblegum pop The Lemon Pipers, tandis qu'Howard Blauvelt jouait avec Billy Joel dans les groupes Hassles et El Primo. Jimmy Santoro viendra se greffer en tant que deuxième guitare à partir de 1977.
Totalement inconnu, le groupe est propulsé en tête des classements dès sa formation grâce à la reprise du morceau folk traditionnel Black Betty. Son premier enregistrement connu est chanté en 1933 par James « Iron Head » Baker et Moses « Clear Rock » Platt, un prisonnier de la prison centrale de Sugar Land au Texas, la chanson est popularisée par Huddie Leadbelly en 1939. Ram Jam en fait un tube mondial. Il entre ainsi dans le top 10 en Australie, atteint la dix-huitième place des classements américains durant l'été 1977 et, à l'automne, respectivement les septième et vingt-cinquième places au Royaume-Uni et en Allemagne, ou encore la quatrième aux Pays-Bas.
Bill Bartlett avait déjà essayé de faire un tube de Black Betty avec son précédent groupe, Starstruck, mais c'est avec Ram Jam et les « bons producteurs » qu'il y parvient. Un remix de Black Betty de Ben Liebrand atteint la 13e place de l'UK Singles Chart en 1990.
La tentative de refonder le groupe en 1994 échoue.

## Membres

### Derniers membres
- Bill Bartlett - guitare, chant (1977-1978)
- Howard Arthur Blauvelt - basse (1977-1978 ; décédé en 1993)
- Pete Charles - batterie (1977-1978 ; décédé en 2002)
- Myke Scavone - chant (1977-1978)

### Musiciens de tournée
- Jimmy Santoro - guitare solo (1977-1978)
- Sherwin Ace Ross - voix (1978-1979)
- Greg Hoffman - guitare (1978-1979)
- Glenn Dove - batterie (1978-1979)
- Dennis Feldman - basse (1978-1979)
- David E. Eicher - claviers (1978-1979)

## Discographie
- 1977 : Ram Jam (Epic Records)
- 1978 : Portrait of a Young Artist as a Young Ram (Epic Records)
- 1990 : The Very Best of Ram Jam
- 1994 : Thank You Mam